# 六条有容
六条有容（ろくじょう ありおさ、文化11年4月10日（1814年5月29日） - 明治23年（1890年）3月19日）は、幕末から明治時代にかけての公卿。
安政5年（1858年）、日米修好通商条約締結に反対し、嫡男の六条有義や実弟の梅溪通善とともに廷臣八十八卿列参事件に参加した。

## 官歴
- 文化13年（1816年）：従五位下
- 文政3年（1820年）：従五位上
- 文政5年（1822年）：正五位下
- 文政7年（1824年）：侍従、従四位下
- 文政10年（1827年）：従四位上
- 文政12年（1829年）：正四位下
- 天保2年（1831年）：院別当
- 天保3年（1832年）：讃岐権介、左権少将
- 嘉永4年（1851年）：権中将、従三位
- 安政2年（1855年）：正三位
- 安政6年（1859年）：参議
- 万延元年（1860年）：従二位、踏歌外弁
- 文久元年（1861年）：左中将
- 文久3年（1863年）：権中納言
- 元治元年（1864年）：正二位、賀茂下上社奉幣伝奏
- 明治23年（1890年）3月19日：従一位[2]

## 系譜
- 父：六条有言
- 弟：梅溪通善
- 妻：萬喜子 - 仙石久道の十女
- 長男：六条有義
- 長女：敬子 - 橋本実頴の妻
- 次女：祖英（正子） - 霊鑑寺門跡